# Isotomurus tricolor
Isotomurus tricolor är en urinsektsart som först beskrevs av Alpheus Spring Packard 1873.  Isotomurus tricolor ingår i släktet Isotomurus och familjen Isotomidae. Inga underarter finns listade i Catalogue of Life.